# Rodopsine

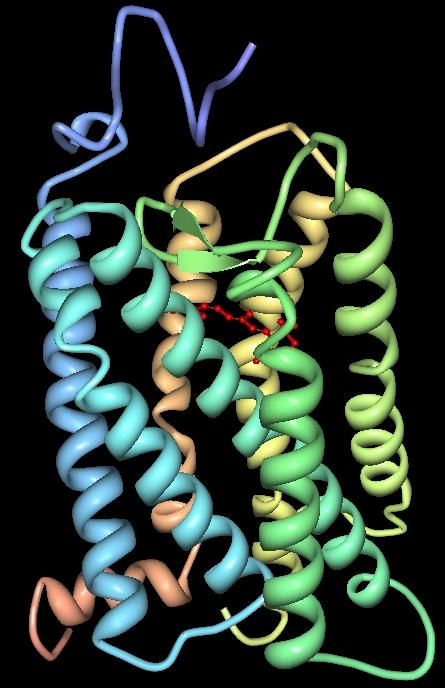
Rodopsine

Rodopsine, gezichtspurper of staafjesrood is een membraanreceptor. Het is een rode kleurstof in de staafjes, de lichtgevoelige cellen van het netvlies. Door belichting valt rodopsine uiteen in twee stoffen: retinal en opsine. Hierdoor verliest rodopsine zijn kleur en wordt het netvlies doorzichtig.
Dit rodopsine komt achter de staafjes en kegeltjes van het oog voor. Als er licht op valt, ondergaat 11-cis-retinal een conformatieverandering naar trans-retinal. Deze verandering zorgt voor een activatie van transducine, het bijbehorende G-eiwit, door de gebonden GDP om te wisselen voor GTP. Het alfa-gedeelte van het geactiveerde transducine activeert op zijn beurt een fosfodiesterase in het membraan. Doordat dit cGMP hydrolyseert, zal de concentratie hiervan omlaag gaan tot het punt waarbij er niet meer genoeg cGMP is om de natriumkanalen open te houden. Het hierdoor veroorzaakte hyperpolariseren van de cel zorgt voor een verminderde afgifte van de exciterende neurotransmitter glutamaat.
Behalve in de ogen van mens en dier is rodopsine ook aangetroffen in de pigmentzakjes van de huid van de octopus.

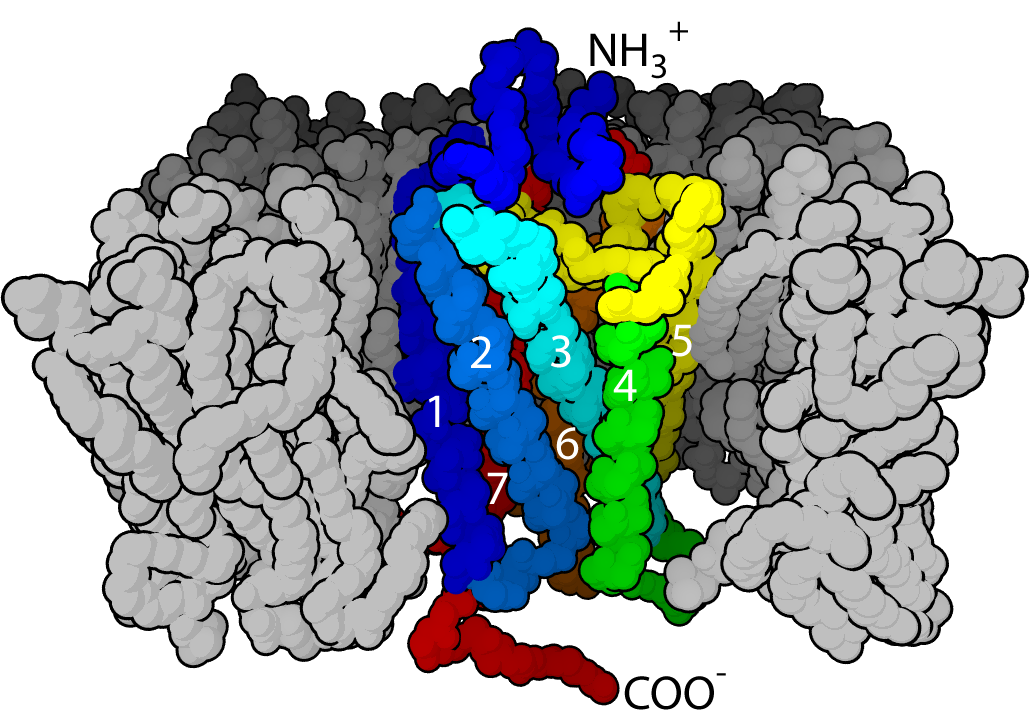
Rodopsine met zeven alfa-helices in het hydrofobe domein

Genetisch onderzoek bij het dikkopje (Pomatoschistus minutus) toonde aan dat verschillende populaties aangepast zijn aan de lokale lichtomstandigheden via genetische varianten van het rodopsinegen. Zo blijken dikkopjes goed aangepast te zijn aan de hoge troebelheid van de Oostzee en de lagunes van de Middellandse Zee, en aan het meer blauwe licht in de Golf van Biskaje en langs de kusten van Spanje en Portugal. De dikkopjes van de Noordzee houden er dan weer via een combinatie van verschillende genetische varianten van het rodoposinegen een aparte strategie op na om zich aan de plaatselijke onstabiele lichtomstandigheden aan te passen.